# Réseauscanner
Der Réseauscanner wird in der Photogrammetrie angewendet, um Luftbildaufnahmen (Diapositive) für die Weiterverarbeitung möglichst verzerrungsfrei zu digitalisieren.
Das Luftbild wird unter eine Glasplatte mit eingeätzten Réseaukreuzen gelegt, und anschließend mit einem verschiebbaren CCD-Flächensensor in Teilbildern erfasst. Die Teilbilder werden anschließend über das Réseau zu einem Gesamtbild zusammengesetzt.
Voraussetzung für die Genauigkeit des Verfahrens ist eine präzise mechanische Führung des CCD-Flächensensors.